# 馬托區

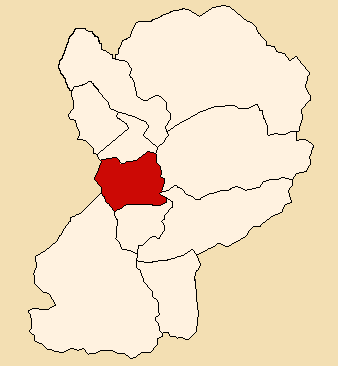

馬托區（西班牙語：Distrito de Mato），是秘魯的一個區，位於該國北部安卡什大區的瓦伊拉斯省，始建於1857年1月2日，面積113.97平方公里，海拔高度2,239米，2005年人口2,109，人口密度為每平方公里18.5人。